# Secretaria de Estado de Meio Ambiente, Desenvolvimento, Ciência, Tecnologia e Inovação de Mato Grosso do Sul
| Secretaria de Meio Ambiente, Desenvolvimento, Ciência, Tecnologia e Inovação                               |                             |
| Avenida Desembargador José Nunes da Cunha, s/n - Parque dos Poderes, bloco 12 Campo Grande, MS Semadesc-MS |                             |
| Criação | 6 de maio de 1981 (43 anos) |
| Atual secretário                                                                                           | Jaime Verruck               |

A Secretaria de Estado de Meio Ambiente, Desenvolvimento, Ciência, Tecnologia e Inovação de Mato Grosso do Sul (Semadesc) é o órgão estadual que coordena e executa todas as ações na área de meio ambiente, agropecuária, indústria e comércio; além de fomentar investimentos. É uma das doze secretarias que integram o Governo de Mato Grosso do Sul.

## História
Foi criada em 6 de maio de 1981, sob a denominação de Secretaria Especial de Meio Ambiente. Em 1996, passou a ser designada como Secretaria de Estado de Meio Ambiente e Desenvolvimento Sustentável. Já em 1999, ganhou a denominação de Secretaria de Estado de Meio Ambiente. 
No ano seguinte, foi fundida com a pasta de Cultura, recebeu novas atribuições e passou a ser designada como Secretaria de Estado de Meio Ambiente, Cultura e Turismo. No ano de 2003, o órgão foi desmembrado, voltando a se chamar Secretaria de Estado de Meio Ambiente. Um ano depois, adotou a denominação de Secretaria de Estado de Meio Ambiente e Recursos Hídricos.
Em 2007, uma nova fusão com a pasta de Planejamento e de Ciência e Tecnologia leva à nova designação de Secretaria de Estado de Meio Ambiente, das Cidades, do Planejamento, da Ciência e Tecnologia. Uma reforma administrativa em 2009 tirou parte de suas atribuições, alterando sua nomenclatura para Secretaria de Estado de Meio Ambiente, do Planejamento, da Ciência e Tecnologia.
Em 2015, foi desmembrada e passou a ser intitulada Secretaria de Estado de Meio Ambiente e Desenvolvimento Econômico. No ano de 2017, a Semade foi fundida com a pasta de Produção e Agricultura Familiar, assumindo a atual designação de Secretaria de Estado de Meio Ambiente, Desenvolvimento Econômico, Produção e Agricultura Familiar.
Já em 2023, foi renomeada para Secretaria de Estado de Meio Ambiente, Desenvolvimento, Ciência, Tecnologia e Inovação.

## Atribuições
Cabe à Semadesc o planejamento e a supervisão das ações relativas ao meio ambiente e aos recursos naturais;  a orientação da iniciativa privada sobre a política econômica e de incentivos fiscais do Estado;  a assistência à atividade empresarial de comércio interno e externo;  a execução da política estadual de desenvolvimento regional, com serviços, atividades e obras; e  a promoção, a coordenação de programas especiais e de fomento para o desenvolvimento de atividades e pesquisas na agropecuária.

## Lista de secretários
| Nº | Nome                        | Início do mandato      | Fim do mandato          | Governador             | Notas e referências                              | Órgão                                                                                             |
| 1  | Adone Colaço Sottovia       | 6 de maio de 1981      | 14 de março de 1983     | Pedro Pedrossian       | [ 4 ]                                            | Secretaria Especial de Meio Ambiente                                                              |
| 2  | João Pedro Cuthi Dias       | 15 de março de 1983    | 18 de fevereiro de 1986 | Wilson Barbosa Martins | [ 17 ] [ 18 ]                                    | Secretaria Especial de Meio Ambiente                                                              |
| 3  | Abel Costa de Oliveira      | 14 de maio de 1986     | 14 de março de 1987     | Ramez Tebet            | [ 19 ]                                           | Secretaria Especial de Meio Ambiente                                                              |
| 4  | Harry Amorim Costa          | 15 de março de 1987    | 19 de agosto de 1988    | Marcelo Miranda        | [ 20 ] [ 21 ] [ 22 ]                             | Secretaria Especial de Meio Ambiente                                                              |
| 5  | Nilson de Barros            | 19 de setembro de 1988 | 14 de março de 1991     | Marcelo Miranda        | [ 23 ]                                           | Secretaria Especial de Meio Ambiente                                                              |
| 6  | Emiko Kawakami de Resende   | 15 de março de 1991    | 31 de dezembro de 1994  | Pedro Pedrossian       | [ 24 ] [ 25 ]                                    | Secretaria Especial de Meio Ambiente                                                              |
| 7  | Frederico de Freitas Júnior | 1º de janeiro de 1995  | 15 de janeiro de 1996   | Wilson Barbosa Martins | [ 26 ]                                           | Secretaria Especial de Meio Ambiente                                                              |
| 8  | Celso Martins               | 15 de janeiro de 1996  | 2 de abril de 1998      | Wilson Barbosa Martins | [ 27 ] [ 28 ]                                    | Secretaria de Estado de Meio Ambiente e Desenvolvimento Sustentável                               |
| 9  | Atanásio Chaves de Oliveira | 2 de abril de 1998     | 31 de dezembro de 1998  | Wilson Barbosa Martins | [ 29 ]                                           | Secretaria de Estado de Meio Ambiente e Desenvolvimento Sustentável                               |
| 10 | Egon Krakheche              | 1º de janeiro de 1999  | 20 de setembro de 2001  | Zeca do PT             | [ 30 ]                                           | Secretaria de Estado de Meio Ambiente, Cultura e Turismo                                          |
| 11 | Marcio Antônio Portocarrero | 20 de setembro de 2001 | 5 de novembro de 2004   | Zeca do PT             | [ 31 ] [ 32 ]                                    | Secretaria de Estado de Meio Ambiente, Cultura e Turismo                                          |
| 12 | José Elias Moreira          | 5 de novembro de 2004  | 31 de dezembro de 2006  | Zeca do PT             | [ 33 ] [ 34 ]                                    | Secretaria de Estado de Meio Ambiente e Recursos Hídricos                                         |
| 13 | Carlos Alberto Said Menezes | 1º de janeiro de 2007  | 31 de dezembro de 2014  | André Puccinelli       | [ 35 ] [ 36 ] [ 37 ]                             | Secretaria de Estado de Meio Ambiente, das Cidades, do Planejamento, da Ciência e Tecnologia      |
| 13 | Carlos Alberto Said Menezes | 1º de janeiro de 2007  | 31 de dezembro de 2014  | André Puccinelli       | [ 35 ] [ 36 ] [ 37 ]                             | Secretaria de Estado de Meio Ambiente, do Planejamento, da Ciência e Tecnologia                   |
| 14 | Jaime Verruck               | 1º de janeiro de 2015  | atualidade              | Reinaldo Azambuja      | [ 38 ] [ 39 ] [ 40 ] [ 41 ] [ 42 ] [ 43 ] [ 44 ] | Secretaria de Estado de Meio Ambiente e Desenvolvimento Econômico                                 |
| 14 | Jaime Verruck               | 1º de janeiro de 2015  | atualidade              | Reinaldo Azambuja      | [ 38 ] [ 39 ] [ 40 ] [ 41 ] [ 42 ] [ 43 ] [ 44 ] | Secretaria de Estado de Meio Ambiente, Desenvolvimento Econômico, Produção e Agricultura Familiar |
| 14 | Jaime Verruck               | 1º de janeiro de 2015  | atualidade              | Reinaldo Azambuja      | [ 38 ] [ 39 ] [ 40 ] [ 41 ] [ 42 ] [ 43 ] [ 44 ] | Secretaria de Estado de Meio Ambiente, Desenvolvimento, Ciência, Tecnologia e Inovação            |
| 14 | Jaime Verruck               | 1º de janeiro de 2015  | atualidade              | Eduardo Riedel         | [ 38 ] [ 39 ] [ 40 ] [ 41 ] [ 42 ] [ 43 ] [ 44 ] |                                                                                                   |